# Liga Panameña de Fútbol Apertura 2011
La Liga Panameña de Fútbol Apertura 2011, oficialmente por motivo de patrocinio Copa Digicel Apertura 2011 fue la XXXV edición del torneo de la Liga Panameña de Fútbol, siendo el comienzo de la temporada 2011-2012, que finaliza el año próximo con el torneo LPF Clausura 2012. La liga inicio el viernes 15 de julio y terminó el viernes 2 de diciembre de 2011.
La final fue jugada en el Estadio Rommel Fernández, entre el Club Deportivo Plaza Amador y el Chorrillo Futbol Club, en la primera final jugada entre estos dos clubes, conocido como el "Clásico del Pueblo". En el mismo se coronó campeón de la primera división El Chorrillo, por vez primera en su historia y reservó medio cupo para la próxima Concacaf Liga Campeones 2012-2013, torneo en el que nunca ha participado.

## Equipos
| Equipo                 | Ciudad        | Estadio                         | Capacidad |
| ---------------------- | ------------- | ------------------------------- | --------- |
| Alianza FC             | Panamá        | Luis Ernesto "Cascarita" Tapia  | 900       |
| Atlético Chiriquí      | David         | Estadio San Cristóbal           | 2.500     |
| CD Árabe Unido         | Colón         | Estadio Armando Dely Valdés     | 4.000     |
| CD Plaza Amador        | Panamá        | Luis Ernesto "Cascarita" Tapia  | 900       |
| Chepo FC               | Chepo         | Luis Ernesto "Cascarita" Tapia  | 900       |
| Chorrillo FC           | Panamá        | Estadio Javier Cruz             | 2.500     |
| Colón C-3              | Colón         | Estadio Armando Dely Valdés     | 4.000     |
| San Francisco FC       | La Chorrera   | Estadio Agustín Muquita Sánchez | 8.000     |
| Sporting San Miguelito | San Miguelito | Luis Ernesto "Cascarita" Tapia  | 900       |
| Tauro FC               | Panamá        | Luis Ernesto "Cascarita" Tapia  | 900       |

## Temporada regular
| LPF Apertura 2011 | LPF Apertura 2011      | LPF Apertura 2011 | LPF Apertura 2011 | LPF Apertura 2011 | LPF Apertura 2011 | LPF Apertura 2011 | LPF Apertura 2011 | LPF Apertura 2011 | LPF Apertura 2011 |
| Equipo            | Equipo                 | Pts               | PJ                | G                 | E                 | P                 | GF                | GC                | DIF               |
| ----------------- | ---------------------- | ----------------- | ----------------- | ----------------- | ----------------- | ----------------- | ----------------- | ----------------- | ----------------- |
| 1                 | Sporting San Miguelito | 34                | 18                | 10                | 4                 | 4                 | 21                | 14                | +7                |
| 2                 | Chorrillo FC           | 32                | 18                | 9                 | 5                 | 4                 | 26                | 19                | +7                |
| 3                 | San Francisco FC       | 31                | 18                | 8                 | 4                 | 6                 | 23                | 19                | +4                |
| 4                 | CD Plaza Amador        | 31                | 18                | 9                 | 4                 | 5                 | 22                | 21                | +1                |
| 5                 | Chepo FC               | 30                | 18                | 8                 | 3                 | 7                 | 24                | 15                | +9                |
| 6                 | Tauro FC               | 28                | 18                | 9                 | 1                 | 8                 | 23                | 16                | +7                |
| 7                 | CD Árabe Unido         | 25                | 18                | 7                 | 4                 | 7                 | 17                | 17                | 0                 |
| 8                 | Alianza FC             | 16                | 18                | 3                 | 7                 | 8                 | 20                | 27                | -7                |
| 9                 | Colón C-3              | 11                | 18                | 2                 | 5                 | 11                | 13                | 27                | -14               |
| 10                | Atlético Chiriquí      | 11                | 18                | 2                 | 5                 | 11                | 12                | 26                | -14               |

- Pts=Puntos; PJ=Partidos jugados; G=Partidos ganados; E=Partidos empatados; P=Partidos perdidos; GF=Goles a favor; GC=Goles en contra; DIF=Diferencia de gol

### Semifinales
|  | Semifinales            | Semifinales            | Semifinales  |              |              | Final        | Final | Final |  |
|  |                        |                        |              |              |              |              |       |       |  |
|  |                        |                        |              |              |              |              |       |       |  |
|  | Sporting San Miguelito | Sporting San Miguelito | 3            |              |              |              |       |       |  |
|  | Sporting San Miguelito | Sporting San Miguelito | 3            |              |              |              |       |       |  |
|  | Plaza Amador           | Plaza Amador           | 5            |              |              |              |       |       |  |
|  | Plaza Amador           | Plaza Amador           | 5            |              | Plaza Amador | Plaza Amador | 1     |       |  |
|  |                        |                        |              |              | Plaza Amador | Plaza Amador | 1     |       |  |
|  |                        |                        | Chorrillo FC | Chorrillo FC | 4            |              |       |       |  |
|  | Chorrillo FC           | Chorrillo FC           | Chorrillo FC | Chorrillo FC | 4            | 3            |       |       |  |
|  | Chorrillo FC           | Chorrillo FC           |              |              |              | 3            |       |       |  |
|  | San Francisco FC       | San Francisco FC       | 2            |              |              |              |       |       |  |
|  | San Francisco FC       | San Francisco FC       | 2            |              |              |              |       |       |  |
|  |                        |                        |              |              |              |              |       |       |  |

| Primeros Lugares | Primeros Lugares       |
| ---------------- | ---------------------- |
| 1                | Chorrillo FC           |
| 2                | CD Plaza Amador        |
| 3                | San Francisco FC       |
| 4                | Sporting San Miguelito |

|  | Clasificado a la Concacaf Liga Campeones. |

## Resultados

### Semifinales

#### San Francisco - Chorrillo FC
| 18 de noviembre de 2011 | San Francisco FC | 0:2 (0:1) | Chorrillo FC                                      | Estadio Agustín Muquita Sánchez, La Chorrera                                |                                                                             |
|                         |                  |           | Roderick Miller(ag) 45+2' · Rolando Blackburn 79' | Asistencia: 3,000 personas espectadores Árbitro(s): Roberto Moreno (Panamá) | Asistencia: 3,000 personas espectadores Árbitro(s): Roberto Moreno (Panamá) |

| 25 de noviembre de 2011 | Chorrillo FC            | 1:2 (0:1) | San Francisco FC                                       | Estadio Javier Cruz, Panamá        |                                    |
|                         | Luis Carlos Ovalle 114' |           | Manuel Vicente Torres 25' · Martín Antonio Gómez 90'+1 | Árbitro(s): Jaffett Perea (Panamá) | Árbitro(s): Jaffett Perea (Panamá) |

- El Chorrillo FC ganó 3-2 en el marcador global.

#### CD Plaza Amador - Sporting San Miguelito
| 19 de noviembre de 2011 | CD Plaza Amador                                                        | 3:2 (1:1) | Sporting San Miguelito                | Estadio Rommel Fernández, Panamá                                               |                                                                                |
|                         | Jair Carrasquilla 31(Pen)' · José Abdul Pinto 79' · Ángel Lombardo 84' |           | Armando Polo 12' · José Justavino 63' | Asistencia: 12,348 espectadores espectadores Árbitro(s): Jaffet Perea (Panamá) | Asistencia: 12,348 espectadores espectadores Árbitro(s): Jaffet Perea (Panamá) |

| 25 de noviembre de 2011 | Sporting San Miguelito | 1:2 (0:1) | CD Plaza Amador                          | Estadio Rommel Fernández, Panamá                                                 |                                                                                  |
|                         | Armando Maldonado 65'  |           | Amet Ramírez 31' · Jaír Carrasquilla 81' | Asistencia: 15,602 espectadores espectadores Árbitro(s): Roberto Moreno (Panamá) | Asistencia: 15,602 espectadores espectadores Árbitro(s): Roberto Moreno (Panamá) |

- El Club Deportivo Plaza Amador ganó 5-3 en el marcador global.

### Final

#### CD Plaza Amador - Chorrillo FC
| 2 de diciembre de 2011 | CD Plaza Amador    | 1:4 (0:1) | Chorrillo FC                                                                                            | Estadio Rommel Fernández, Panamá                                  |                                                                   |
|                        | Javier Caicedo 85' |           | Alberto Quintero Medina 25' · Rolando Manrique Blackburn 62' · Alfredo Phillips 77' · Yoriel Addles 90' | Asistencia: 10,750 espectadores Árbitro(s): Jafeth Perea (Panamá) | Asistencia: 10,750 espectadores Árbitro(s): Jafeth Perea (Panamá) |

## Campeón
| Panamá                 |
| Chorrillo FC 1º título |

## Goleadores[1]
| Jugador           | Equipo                | Goles |
| ----------------- | --------------------- | ----- |
| César Medina      | Alianza FC            | 8     |
| Delano Welch      | Chepo FC              | 8     |
| Rolando Blackburn | Chorrillo FC          | 6     |
| Renán Addles      | Chorrillo FC          | 5     |
| Ameth Ramírez     | CD Plaza Amador       | 5     |
| José Luis Garcés  | San Francisco FC      | 5     |
| Roberto Brown     | San Francisco FC      | 5     |
| Eduameth Nimbley  | Alianza FC            | 5     |
| Julian Mosquera   | Deportivo Árabe Unido | 5     |